# (34639) 2000 WG1
2000 WG1 (asteroide 34639) é um asteroide da cintura principal. Possui uma excentricidade de 0.20676330 e uma inclinação de 15.24124º.
Este asteroide foi descoberto no dia 17 de novembro de 2000 por LINEAR em Socorro.